# Becca de Sery
Becca de Sery är en bergstopp i Schweiz. Den ligger i distriktet Entremont och kantonen Valais, i den sydvästra delen av landet, 100 km söder om huvudstaden Bern. Toppen på Becca de Sery är 2 862 meter över havet.